# Базил Зуколо
Базил Зуколо (Новска, 1922 – 2021) је био последњи преживели учесник пробоја логораша из логора Јасеновац.

## Биографија
Рођен је 1922. године у Новској. Пореклом је из италијанске породице и имао је држављанство Краљевине Италије. Преселио се у Пожегу, где је радио у берберској радњи код старијег брата Стјепана. Као симпатизер народноослободилачког покрета, заједно са браћом је избегао мобилизацију у Хрватско домобранство. Након што је његов брат Томислав мобилисан у италијанску војску 1943. године, Базил и Стјепан се придружују партизанима.
Стјепан је ухапшен исте године у Пожеги, а потом и Базил у селу Тренково. Везани обичном жицом, новембра 1944. године су депортовани у логор Јасеновац. Стјепан и Базил су били распоређени у радну групу која је уочи затварања логора имала задатак да претаче нафту и откопава масовне гробнице, како би се спаљивали лешеви и уклањали докази о усташким злоделима.
Базил се налазио у Логору III Циглана, када је 22. априла 1945. године узео учешће у пробој логораша из Јасеновца, који су схватили да ће ускоро и сами бити ликвидирани од усташа. Његов брат Стјепан је такође учествовао у пробоју, али је убијен у близини села Кошутарица. Базил је са још двојицом логораша прешао реку Струг и три дана се скривао, када је сазнао са су партизани у селу Врбовљани.
Приликом бекства из логора је имао свега 48 килограма. После рата је отворио берберску радњу у Пожеги, заједно са супругом Емилијом.
Председник Републике Хрватске Иво Јосиповић га је 2013. године одликовао Редом Стјепана Радића.
Преминуо је 2021. године.

## Одликовања
- Ред Стјепана Радића (2013)[3]